# Лалі Кім
Лалі Кім — корейський фольклорний персонаж у вигляді феї.
На території Кореї він присутній в легенді про Лалі Кім, в якій описано чарівне перетворення молодої сільської дівчини в небесну фею соне.
В Кореї Лалі Кім уособлює щастя, красу, жіночність та допомагає корейськім жінкам підтримувати красу та здоров'я .